# Hof (Tittmoning)
Hof ist ein Stadtteil von Tittmoning im oberbayerischen Landkreis Traunstein.

## Geschichte
Das Pfarrdorf wird erstmals im Jahr 963 erwähnt. Es wurde anfänglich bezeichnet als „Holzhausen“, „Hof zu Holzhausen“ oder „Kirchholzhausen“.

## Baudenkmäler

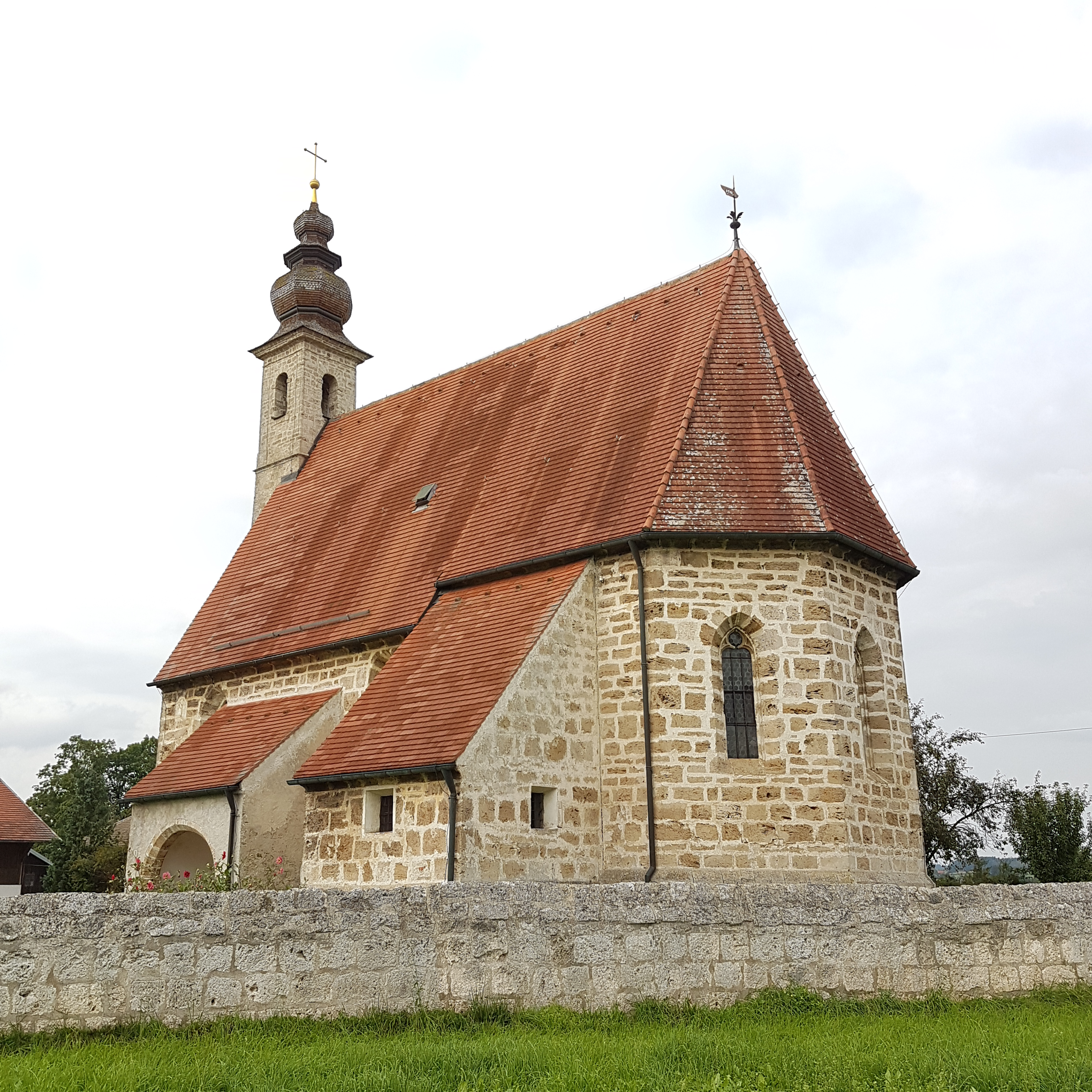
Kirche St. Nikolaus

Siehe auch: Liste der Baudenkmäler in Tittmoning#Weitere Ortsteile
- Katholische Filialkirche St. Nikolaus, erbaut um 1500

## Bodendenkmäler
Siehe: Liste der Bodendenkmäler in Tittmoning